# Anise Postel-Vinay
Pour les articles homonymes, voir Postel-Vinay.
Anise Postel-Vinay, née Denise Girard le 12 juin 1922 dans le 16e arrondissement de Paris et morte le 24 mai 2020 à Paris, est une déportée résistante française.

## Biographie
Denise Angèle Girard, ép. Postel-Vinay, dite Anise Postel-Vinay, est la fille de Louis-Lucien Girard, ORL, médecin pendant la Première Guerre mondiale et de Germaine Riss. Elle faisait partie de la section neutre de la Fédération française des éclaireuses. Elle obtient son baccalauréat au lycée Molière à Paris, puis elle entreprend des études d’allemand à la Sorbonne.
À l'âge de 19 ans, elle intègre le réseau Gloria du Secret Intelligence Service,. Elle est notamment chargée de relever les positions des bunkers allemands autour de Paris. Ces renseignements étaient « traduits en anglais, photographiés, miniaturisés et envoyés à Londres », cachés dans des « fonds de boîtes d'allumettes ». Anise Postel-Vinay découvre ultérieurement que le traducteur, « ce camarade qui savait si bien l'anglais, qui traduisait et transmettait les documents au photographe, c'était Samuel Beckett ».
Elle est arrêtée pour faits de résistance le 15 août 1942 à l’âge de 20 ans. Emmenée au siège de la Gestapo n° 11 rue des Saussaies, elle est incarcérée à la prison de la Santé, puis transférée à la prison de Fresnes. Elle passe une année à Fresnes, puis elle est déportée à Ravensbrück via Aix-la-Chapelle par le convoi I.146 parti de Paris les 21 et 28 octobre 1943. Elle reçoit le matricule de déportée N° 24562. Elle fait la connaissance dans le train de déportation de l'ethnologue Germaine Tillion, puis au camp, de Geneviève de Gaulle et se lie avec ces deux femmes. Elle est employée à l'« atelier de fourrure », c'est-à-dire qu'elle découd les ourlets de manteaux des déportés pour y trouver d'éventuels objets de valeur.
Elle est libérée le 23 avril 1945 par la Croix-Rouge suédoise. À son retour à Paris, elle apprend la mort de sa sœur, Claire Girard. Cependant, son frère est rescapé de Buchenwald et son père du camp de concentration de Dora.

## Années d'après-guerre
Elle épouse le 6 juin 1946 le haut fonctionnaire André Postel-Vinay, lui-même ancien résistant et compagnon de la Libération. Ils ont quatre enfants : le journaliste Olivier Postel-Vinay, Daniel, l'historienne Claire Andrieu et Cyril.
Elle participe aux activités d'associations d'anciens déportés, notamment l'ADIR dont elle a été secrétaire générale et contribue aux trois ouvrages publiés par Germaine Tillion sur le camp de Ravensbrück, notamment Ravensbrück et Une opérette à Ravensbrück. Elle est cofondatrice de l'association Germaine Tillion, et en est la première secrétaire générale. Elle anime l'Association pour l’étude des assassinats par gaz sous le régime national-socialiste (ASSAG).
Elle assiste aux obsèques nationales au Panthéon de Germaine Tillion, Geneviève de Gaulle-Anthonioz, Pierre Brossolette et Jean Zay, le 27 mai 2015. Le président François Hollande la mentionne dans son discours, évoquant une « femme sublime » et « sœur de souffrance et d’espérance » des deux résistantes entrées au Panthéon.
Elle publie en 2015 un récit biographique et de témoignage sur sa déportation, Vivre, avec Laure Adler.

## Publication
- [entretiens] Vivre, avec la collaboration de Laure Adler, Paris, Grasset, 2015  (ISBN 978-2-246-85807-2).

## Distinctions
Elle est reconnue « Déportée résistante ».
- Médaille de la Résistance française (décret du 25 avril 1946)[17]

## Hommage

### Exposition
Elle fait partie des 16 femmes dont le parcours est présenté dans le cadre de l'exposition temporaire « Déportées à Ravensbrück, 1942-1945 » organisée par les Archives nationales (site de Pierrefitte-sur-Seine) du 3 février au 16 juin 2023.